# 九站松花江铁路大桥
九站松花江铁路大桥是一座跨越松花江的铁路桥梁，位于九江联络线，连接吉林市昌邑区和龙潭区。采用石墩钢筋结构。

## 历史
九站松花江铁路大桥于1968年2月开工建设，1971年5月通车，是吉林市的第二座跨江桥梁，桥面铺设单线铁道。

## 相关参考
1. ↑  铁路运输“连接线”——九站松花江铁路大桥 （页面存档备份，存于） 吉林根网 2013年10月07日